# Is Survived By
Is Survived By è il terzo album dei Touché Amoré, pubblicato con etichetta Deathwish Inc. il 24 settembre 2013.
La tracklist e la copertina dell'album sono state rivelate il 17 luglio 2013, mentre la prima canzone tratta dal disco è stata Just Exist, ascoltabile su Pitchfork a partire dal 30 luglio.

## Tracce
1. Just Exist – 2:17
2. To Write Content – 2:57
3. Praise / Love – 1:01
4. Anyone / Anything – 2:39
5. DNA – 2:08
6. Harbor – 3:04
7. Kerosene – 1:42
8. Blue Angels – 1:31
9. Social Caterpillar – 3:03
10. Non Fiction – 3:05
11. Steps – 2:38
12. Is Survived By – 3:30